# Germain Audran
Pour les articles homonymes, voir famille Audran et Audran.
Germain Audran, né en 1631 à Lyon où il meurt en 1710, est un graveur français, membre de la famille Audran qui a produit plusieurs artistes et graveurs.

## Biographie
Fils aîné de Claude Audran I et de Hélie Fratelard, Germain est né le 6 décembre 1631 à Lyon, il est baptisé le 7 décembre 1631 dans la paroisse de Saint-Nizier, son parrain est Germain Panthot, maître-peintre à Lyon.
Très jeune, il quitte Lyon, pour aller se former à Paris, auprès de son oncle Charles Audran qui lui apprend l'art de graver. Il revient à Lyon.
Il se marie en 1654 avec Jeanne Cizeron. Ils ont au moins sept enfants qui leur donnent une nombreuse descendance, parmi laquelle des artistes et des graveurs qui ont une carrière à Paris. Il est le père des peintres Claude III (1658-1734) et Gabriel (1660-1740), des graveurs Benoît (1661-1721), Jean (1667-1756), Louis (1670-1712) et Antoine (1673-1723).
Il participe avec Thomas Blanchet au projet éphémère de la création de l'Académie où il est adjoint puis professeur.
Il a pour élève Pierre Drevet qui apprend l'art de la gravure au burin dans son atelier.
Il meurt à l'âge de 78 ans. Ses funérailles ont lieu le 4 mai 1710, en grande procession, à Lyon

## Œuvres

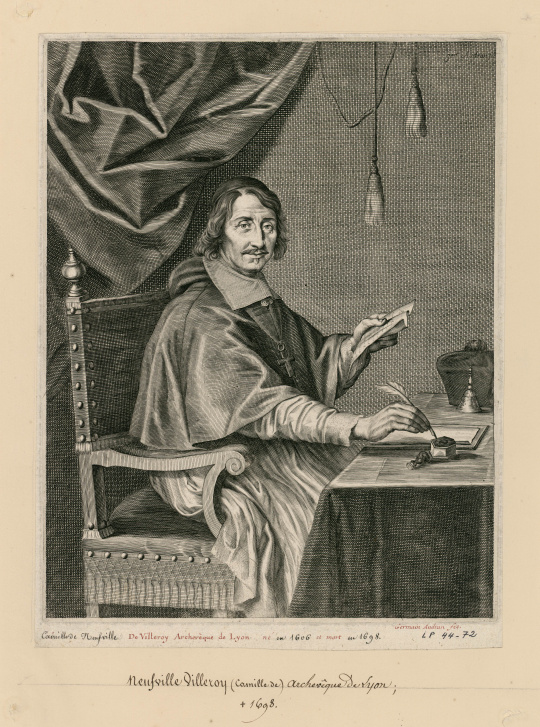
Germain Audran, buste de Camille de Neuville de Villeroy

Germain Audran publie de nombreuses œuvres gravées en taille-douce. Il dessine des frontispices, des illustrations, des vignettes, pour les libraires lyonnais. En 1681 il réalise le frontispice du Grand Dictionnaire historique de Louis Moreri.
Il est reconnu pour les nombreux portraits qu'il a produits, tels ceux de Camille de Villeroy, du Prince de Condé, de Charles-Emmanuel_II et de la duchesse Marie Jeanne Baptiste de Savoie.
Il collabore avec Thomas Blanchet en gravant plusieurs de nombreux dessins. En 1660, il donne son interprétation adoucie du Miracle de la Vierge à l'osier, l'estampe est conservée à la Bibliothèque nationale à Paris.